# Oshikango
Oshikango est un ancien village du nord de la Namibie, dans la région d'Ohangwena. Il est rattaché depuis 2004 à la municipalité de Helao Nafidi (en) , bien qu'il ait conservé son propre conseil de village pendant plusieurs années. Oshikango est toujours le nom du poste frontière avec l'Angola et de la circonscription électorale de cette banlieue. Entre les années 1990 et le début des  années 2000, le village serait devenu une ville en plein essor comptant entre 5 000 et 8 000 habitants ,(il est difficile d'obtenir des chiffres précis sur ce village en particulier, mais la population de la municipalité est désormais de près de 30 000 habitants,).

## Histoire
La région d'Oshikango a été fortement touchée par la guerre frontalière de 1966 à 1989 entre l'Afrique du Sud et ses forces alliées (principalement l'UNITA) et le gouvernement angolais ainsi que l'Organisation du peuple du Sud-Ouest africain (SWAPO). La guerre a pris fin lorsque l'Afrique du Sud a accepté l'indépendance de la Namibie. En 1996, Oshikango, comme de nombreuses autres localités de la région, a été proclamée village afin de développer le commerce frontalier.
L'appartenance des terres appartenant au village d'Oshikango à la ville de Helao Nafidi, ainsi qu'aux terres relevant de la juridiction traditionnelle, a donné lieu à des incertitudes quant à la propriété, qui ont dû être réglées devant les tribunaux.

## Économie
Le poste frontière entre la Namibie et l'Angola a créé des opportunités commerciales à Oshikango et dans ses environs, qui ont contribué au développement rapide du village: le poste frontière d'Oshikango est actuellement le plus important poste frontière namibien, avec une moyenne de  500 personnes traversant par jour,,,. Avec l'aide de l'Union européenne, une zone franche industrielle d'exportation comprenant 14 entrepôts y a été créée,. 
Oshikango est considéré comme le centre d'affaires du nord de la Namibie. De nombreux investisseurs, tant étrangers (en particulier chinois) que locaux, ont choisi Oshikango comme tremplin pour leurs exportations vers l'Angola,,. Un organisme directeur, la Oshikango Business Association, en collaboration avec le gouvernement local et la NCCI (Namibia Chamber of Commerce and Industry (en)), réglemente toutes les questions commerciales dans la région.

## Transports

### Transport routier
Le village se trouve à l’extrémité nord de la route nationale B1.

### Transport ferroviaire
Mi-2005, la construction de la deuxième étape de la nouvelle ligne ferroviaire du Nord, reliant Oshikango à Oshivelo (en), a débuté. Mi-2006, elle atteignait Ondangwa. Un train, l'Omugulugwombashe Star, circulait chaque semaine sur cette voie jusqu'à ce que les locomotives tombent en panne après quelques rotations. En 2008, un court prolongement transfrontalier a été proposé afin de contourner le poste frontière encombré. La gare suivante, au sud, est celle d'Ohangwena.

## Pour en savoir plus
- La Namibie contemporaine: les premiers jalons d'une société post-apartheid, Unesco [u.a.], coll. « Hommes et sociétés », 1999 (ISBN 978-2-86537-887-6 et 978-92-3-203613-1)